# تايلور باري
تايلور باري (بالإنجليزية: Taylor Barry)‏ هو مدرب ملاكمة نيوزيلندي، ولد في 28 فبراير 1995 في أوكلاند في نيوزيلندا.